# Basketbol'nyj klub Uralmaš
Il Basketbol'nyj klub Uralmaš (in russo: баскетбольный клуб Уралмаш) è una squadra russa di pallacanestro.

## Storia
Fondata nel 1960 come Uralmaš Sverdlovsk', partecipò per diversi anni al massimo campionato sovietico, ma nel 1984, a causa della mancanza di fondi, la squadra fu sciolta.
Nel 2015 la squadra è stata rifondata grazie agli sforzi del presidente dell'organizzazione pubblica Federazione di basket della regione di Sverdlovsk, assumendo la denominazione attuale.

## Palmarès
- Superliga 1: 2

2021-2022, 2022-2023
- Coppa di Russia: 1

2024-2025